# Словацкая социалистическая республика
Словацкая Социалистическая Республика (словац. Slovenská socialistická republika), ССР (SSR) — официальное название Словакии в период с 1969 по 1990 год. Вместе с Чешской СР Словацкая СР входила в состав Чехословацкой Социалистической Республики.

## Словакия после Второй мировой войны
В конце августа 1944 года в Словакии вспыхнуло вооружённое восстание, которое возглавил Словацкий Национальный Совет. В марте 1945 года между лондонским эмигрантским правительством и КПЧ, а также представителями Словацкого Национального Совета была достигнута договоренность об образовании Национального фронта чехов и словаков, сформировании правительства и его программе. 4 апреля 1945 года в словацком городе Кошице президент Чехословакии в изгнании Э. Бенеш назначил правительство Национального фронта, которое на следующий день опубликовало Кошицкую программу — программу национальных и демократических преобразований в Чехословакии. Кошицкая программа признала национальную самобытность словаков, как признала и словацкие национальные органы, и принцип отношений чехов и словаков, охарактеризованный формулой «равный с равным».
После освобождения Праги от немецких войск и возвращения туда правительства Бенеша 10 мая 1945 года было восстановлено довоенное Чехословацкое государство и действовавшая в нём конституция 1920 года, в которую были внесены поправки в духе Кошицкой программы. Было допущено существование словацких «национальных органов» с определенными, хотя и достаточно ограниченными властными полномочиями. В итоге сложилось так называемое асимметричное национально-государственное устройство: чешская нация не имела своих национально-государственных органов, а словацкая имела, что означало определенную степень национально-территориальной автономии для Словакии. В то же время центральные органы государственной власти по факту выполняли в чешских землях ту же роль, что словацкие национальные органы в Словакии, оставаясь при этом властными и для последней, что создавало для чешских земель определённые преференции.
В новой Конституции Чехословакии, принятой в мае 1948 года, уже после победы коммунистов в Чехословакии, словацкие национальные органы характеризовались как носители и исполнители государственной власти в Словакии и как представители самобытности словацкой нации. Этими органами являлись Словацкий Национальный Совет из 100 депутатов, избиравшийся в Словакии на 6 лет, и Коллегия Уполномоченных, назначавшаяся Правительством Республики и ответственная перед ним и Словацким Национальным Советом. На местах предусматривались Национальные комитеты в качестве носителей и исполнителей государственной власти и защитников прав и свобод народа.
В следующие 20 лет указанные положения неоднократно изменялись и корректировались, но в целом «асимметричная» национально-государственная модель сохранялась.

## Образование
Претензии к «асимметричному» устройству имелись и у чехов, и у словаков. Неудивительно, что одним из лозунгов Пражской весны стал лозунг «федерализации» — преобразования Чехословакии в федерацию двух равных национально-государственных образований, Чешского и Словацкого. В то же время в одном из основных программных документов чехословацкой оппозиции времён Пражской весны — манифесте «2000 слов» — говорилось: «Оживлённое движение летом по всей стране вызовет интерес к упорядочению государственно-правовых отношений между чехами и словаками. Федерализацию мы считаем одним из способов решения национального вопроса, и все же это только одно из мероприятий, направленных на демократизацию нашей жизни. Это мероприятие само по себе может и не принести словакам лучшую жизнь. Завести отдельный режим для чехов и словаков — это ещё не решение вопроса. Власть партийно-бюрократического аппарата в Словакии может при этом сохраниться во всей силе, раз она „завоевала большую свободу“».
В октябре 1968 года был принят Конституционный закон о Федерации, вступивший в силу 1 января 1969 года, согласно которому ЧССР была разделена, подобно СССР и СФРЮ, на составляющие федерацию республики — ЧСР и Словацкую социалистическую республику. Но это была почти формальная конституция — в основном политическая власть и правление в хозяйстве осуществлялось из Праги.
Образовались новые хозяйственные организации в Братиславе, например, во внешней торговле (Технопол А/О, Мартимэкс А/О).

## Трансформация
После падения социализма в марте 1990 года слово «социалистическая» было убрано из названий обеих республик. ССР стала Словацкой Республикой (словац. Slovenská republika). Приватизация в 1990 году и политика «шоковой терапии» (резкая трансформация плановой экономики в рыночную) В. Клауса привели к стремлению Словакии выйти из состава ЧСФР.
С 1 января 1993 года после распада Чехословакии Словацкая Республика стала независимой (см. Словакия).